# Sünner im Walfisch

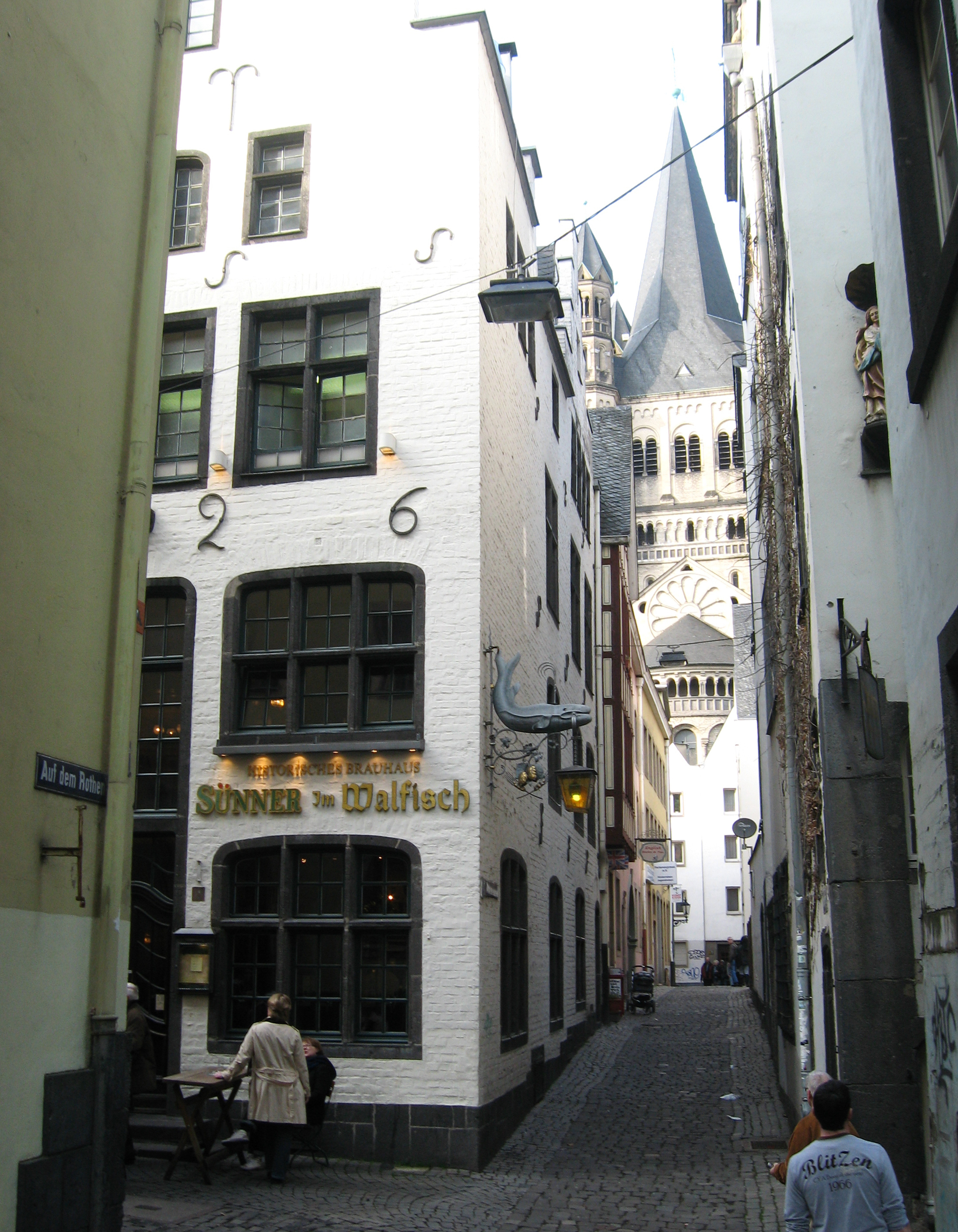
Brauhaus Sünner im Walfisch

Das Brauhaus Sünner im Walfisch in der Kölner Altstadt ist ein Staffelgiebelhaus aus der Mitte des 17. Jahrhunderts, das sich an der Stätte des vormaligen mittelalterlichen Brauhauses „Heinrich zur Krae“ (Krähe) befindet – und damit an dieser Stelle auf eine Brauhaustradition seit dem Jahr 1476 zurückblickt.

## Geschichte
Die Kölner Biersteuer-Bücher der Rentkammer wiesen bereits im Jahre 1476 das Brauhaus „Heinrich zur Krae“ aus, das sich bis zum Jahre 1898 an der Stätte des heutigen „Sünner im Walfisch“  in der Salzgasse, Ecke Rothenberg, befand – und zu den damaligen 25 Brauhäusern Kölns gehörte. Die Hausbrauerei „Heinrich zur Krae“ war seinerzeit auch als „Kirchen-Bräues“ namhaft, was auf die exponierte Lage zur Kirche Groß St. Martin zurückzuführen ist. 1935 wurde das Staffelgiebelhaus „Zum Walfisch“ in der Kölner Tipsgasse 2–4 vollständig abgetragen und an der Stelle des historischen Brauhauses „Heinrich zur Krae“ – unter Verwendung des alten Baumaterials – neu errichtet; beim Wiederaufbau wurde irrtümlich die Jahreszahl von 1629 in 1626 verdreht. Bis in die 1950er Jahre firmierte das Gebäude als „Weinhaus im Walfisch“, bis es dann im Jahre 1996 von der Brauerei & Brennerei Gebrüder Sünner übernommen wurde und seitdem unter dem jetzigen Namen als Brauhaus „Sünner im Walfisch“ betrieben wird.

## Besonderheiten
Das Brauhaus Sünner im Walfisch ist seit 1997 eine Station des Kölner Brauhauswanderwegs.

## Fotos

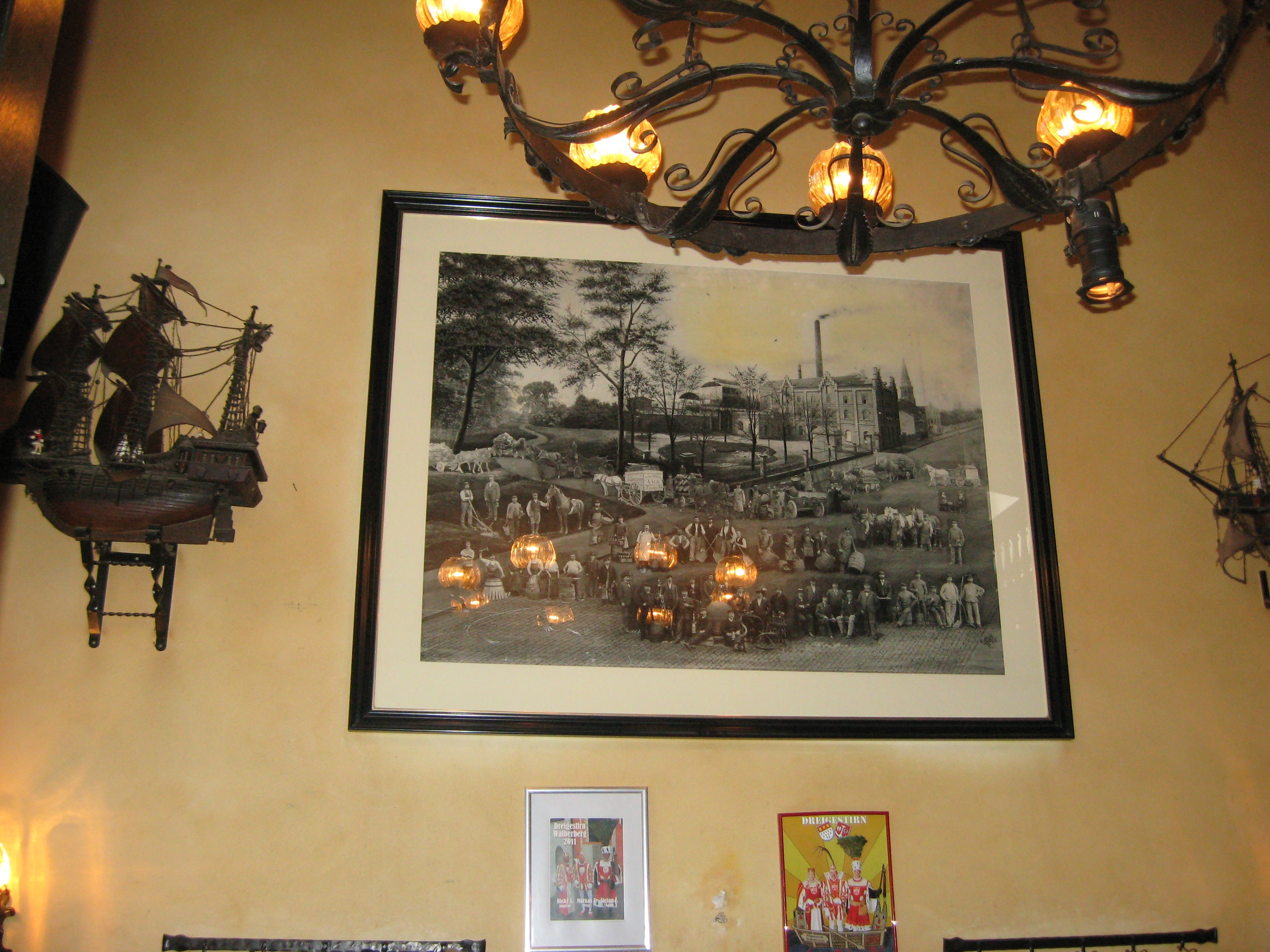
Historienwand im Gastraum
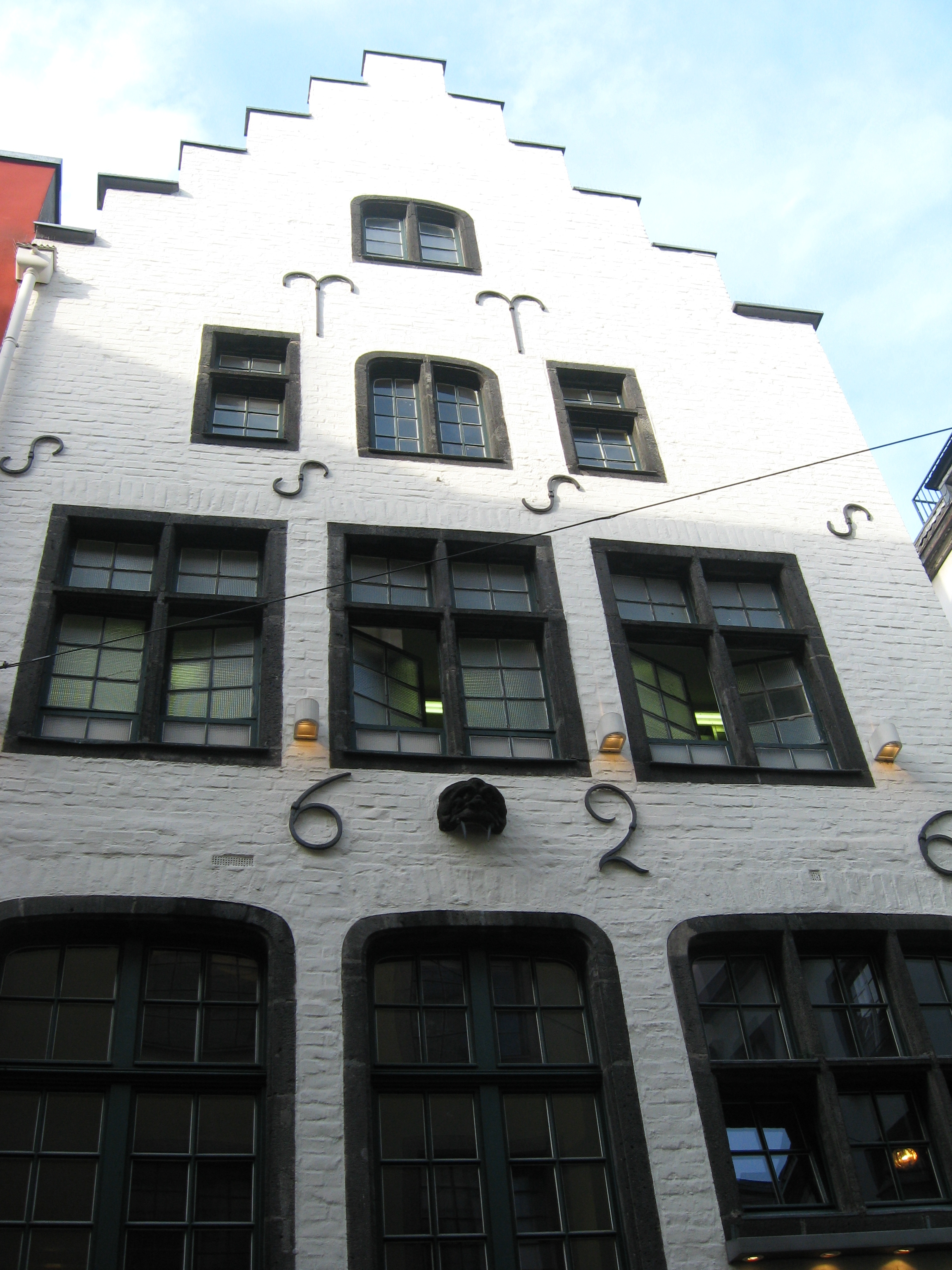
Staffelgiebel
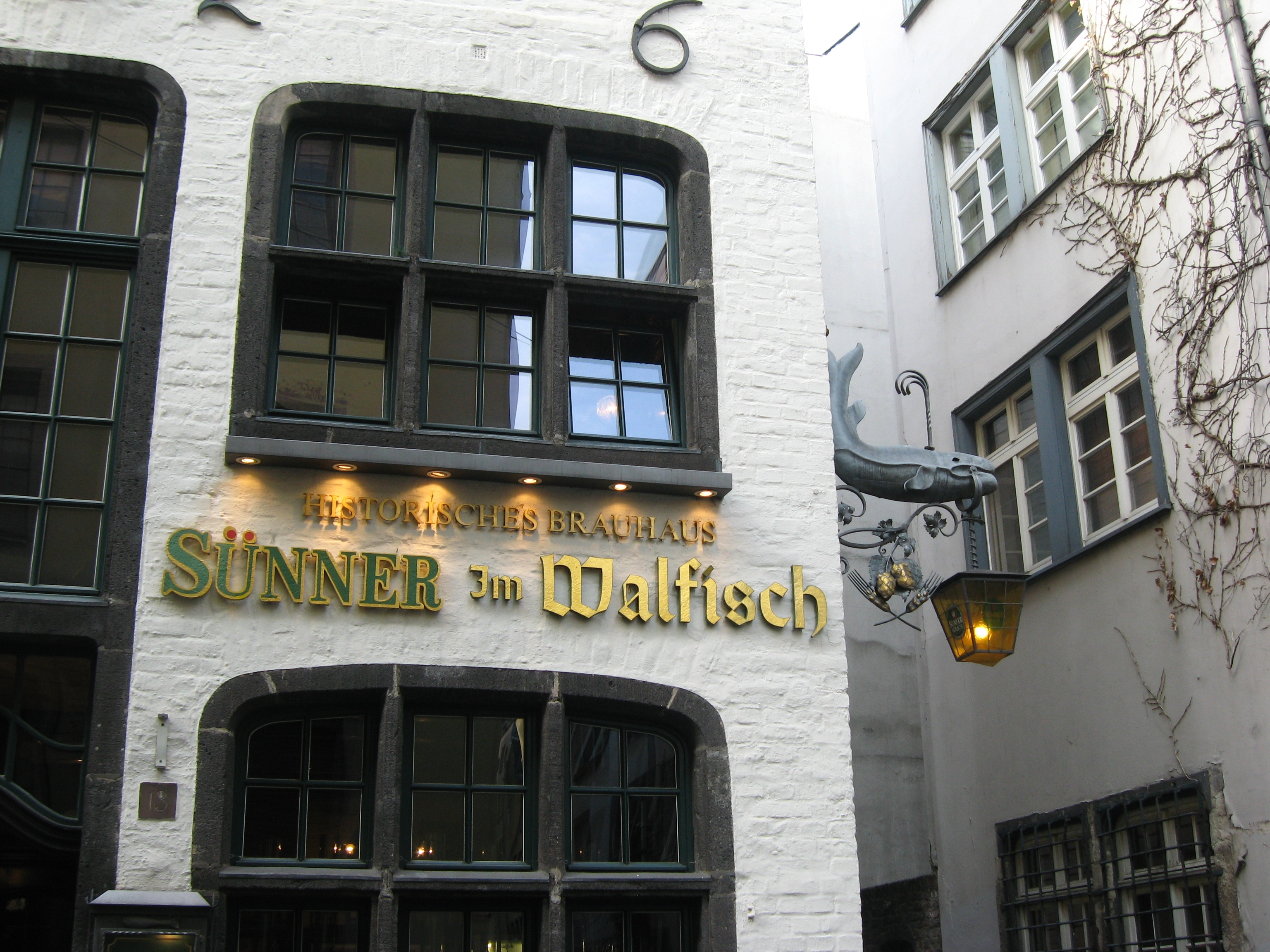
Detailansicht der Außenfassade
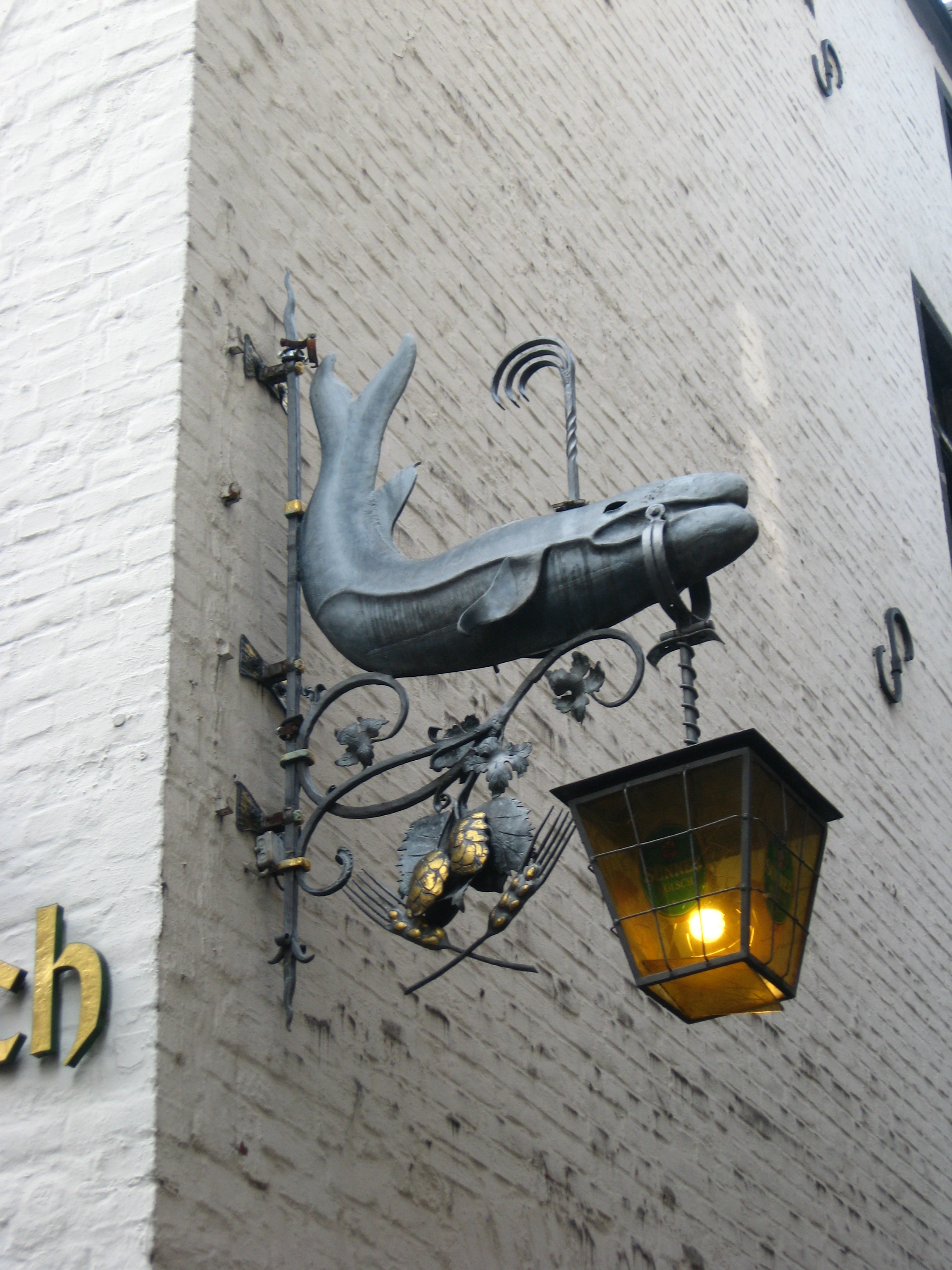
Brauhausschild „Walfisch“ mit Laterne